# Транспорт во Франции

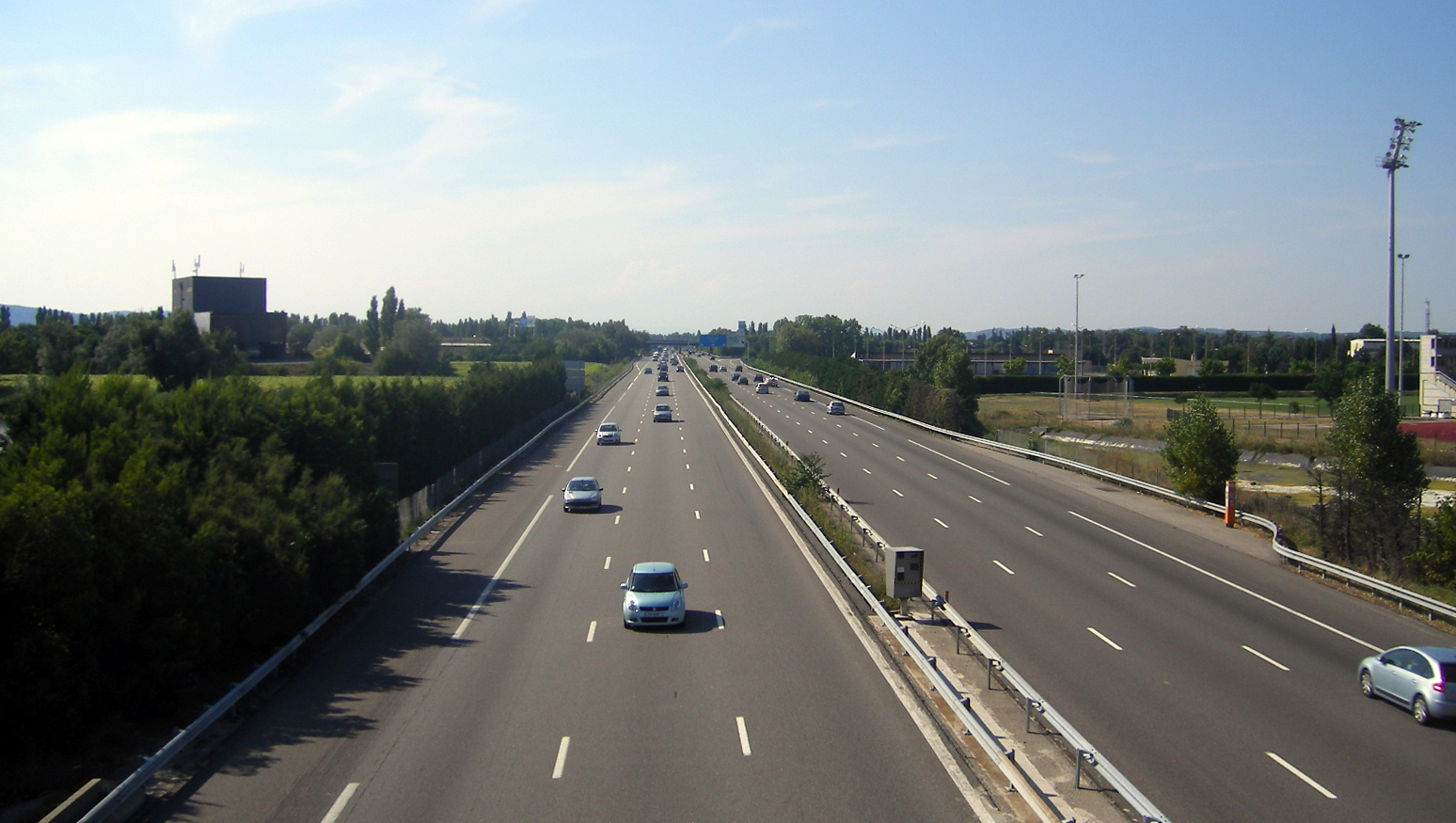

Транспортная система Франции является одной из самых плотных и эффективных в мире. Плотность автомобильных дорог составляет 146 км, железных дорог — 6,2 км на 100 км². По использованию наземного пассажирского транспорта Франция в 2023 году занимала первое место в Евросоюзе (12 500 пассажиро-километров на 1 жителя).
В последние десятилетия обозначилась тенденция к повышению роли автодорожного транспорта: в 1985 году на него приходилось 61,6 % от общего объёма перевезенных грузов внутри страны, а в 2001 году — 76,7 %. За этот период резко сократилась доля внутренних грузоперевозок другими видами: железнодорожным (с 23,3 до 13,8 %), внутренним водным (с 3,6 до 2,2 %) и трубопроводным (с 11,5 до 7,3 %). В 2023 году на автотранспорт приходилось 87,4 % грузоперевозок, на железнодорожный — 10,6 %, на речной — 2 %. По уровню использования транспорта для перевозки грузов Франция имеет среднеевропейский показатель (5100 тонн-километров на 1 жителя).
Оборот транспортной отрасли Франции в 2023 году составил 268 млрд евро (9,6 % ВВП страны), из них на пассажирский транспорт пришлось 25 %, грузовой — 41 %, другие услуги, связанные с транспортом — 30 %, почтовые и курьерские услуги — 4 %. Ключевые предприятия отрасли дотируются государством, в 2023 году на это было выделено 23,4 млрд евро, из них SNCF — 10,6 млрд евро, RATP — 4,8 млрд евро. В транспортной отрасли работает 223 тыс. предприятий, в сумме у них 1,45 млн сотрудников (7 % трудовых ресурсов).

## Авиатранспорт

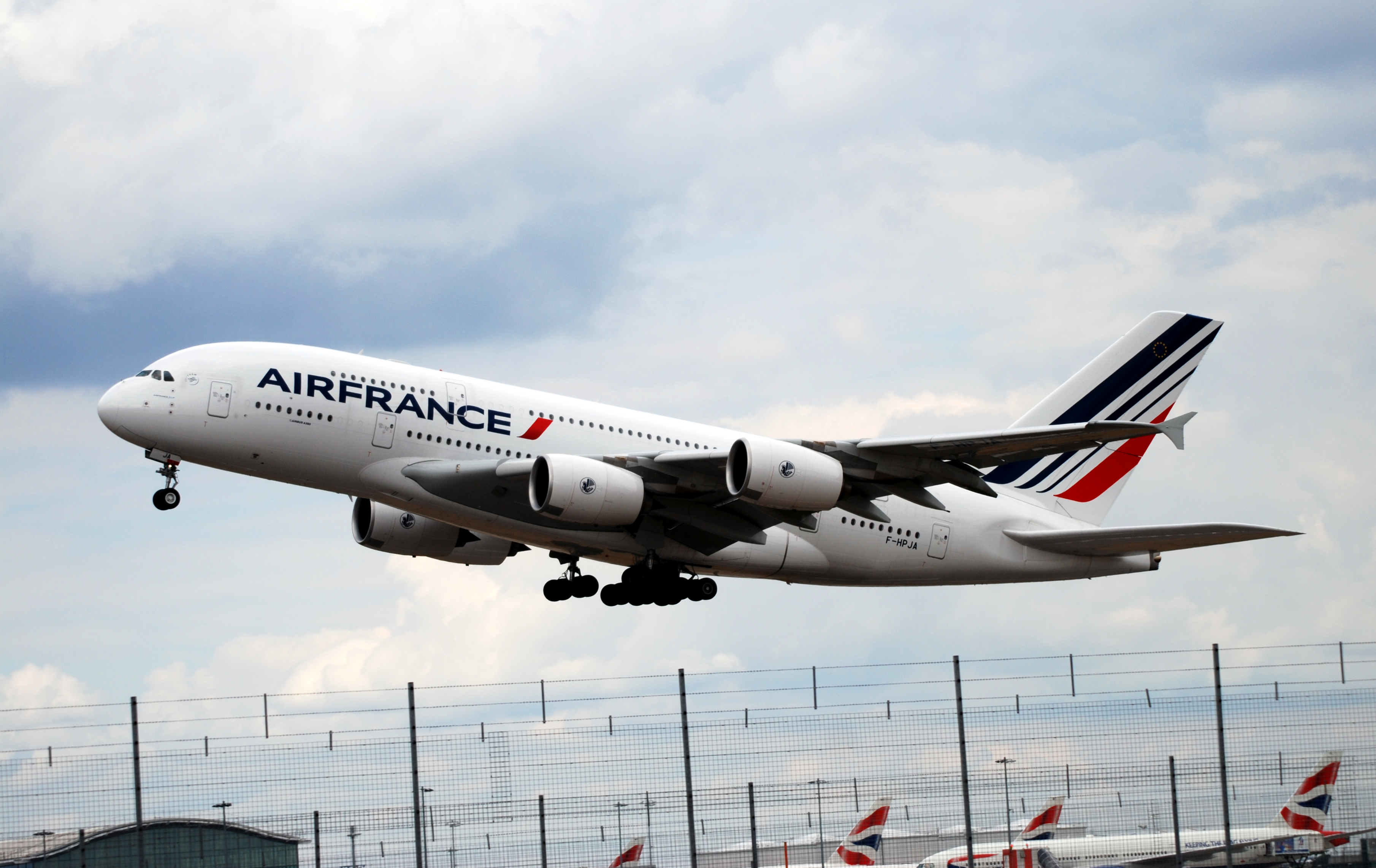
Air France A380

Во Франции по состоянию на сентябрь 2024 года имели лицензию 65 авиаперевозчиков. Крупнейшей авиакомпанией и национальным авиаперевозчиком является Air France; с 2004 года она входит в европейский холдинг Air France-KLM. Другие значимые авиакомпании: Air Austral, Air Caledonie, Aircalin, Air Caraïbes, Air Corsica, Air Tahiti, Air Tahiti Nui, Airlec Air Espace, ASL Airlines France, CMA CGM Air Cargo, Corsair International, French Bee, HOP!, Regourd Aviation, Transavia France и Valljet.
В стране 464 аэропортов, из них 294 с твёрдым покрытием и 14 со взлётно-посадочной полосой более 3 км. В 2023 году было 53 аэропорта с пассажиропотоком более 100 тыс. человек, в том числе Париж — Шарль-де-Голль (67,4 млн пассажиров), Париж-Орли (32,3 млн), Ницца (14,2 млн), Марсель (10,8 млн), Лион (10 млн), Базель — Мюлуз — Фрайбург (8,1 млн), Тулуза (7,8 млн), Бордо (6,6 млн), Нант (6,5 млн), Бове (5,6 млн). Крупнейший оператор аэропортов Франции — компания Aéroports de Paris.
В мае 2023 года Законодательное собрание запретило внутренние воздушные перевозки самолётами на расстояние, которое поезд может проехать в течение 2,5 часов. Эта мера направлена на ограничение выброса парниковых газов.

## Водный транспорт

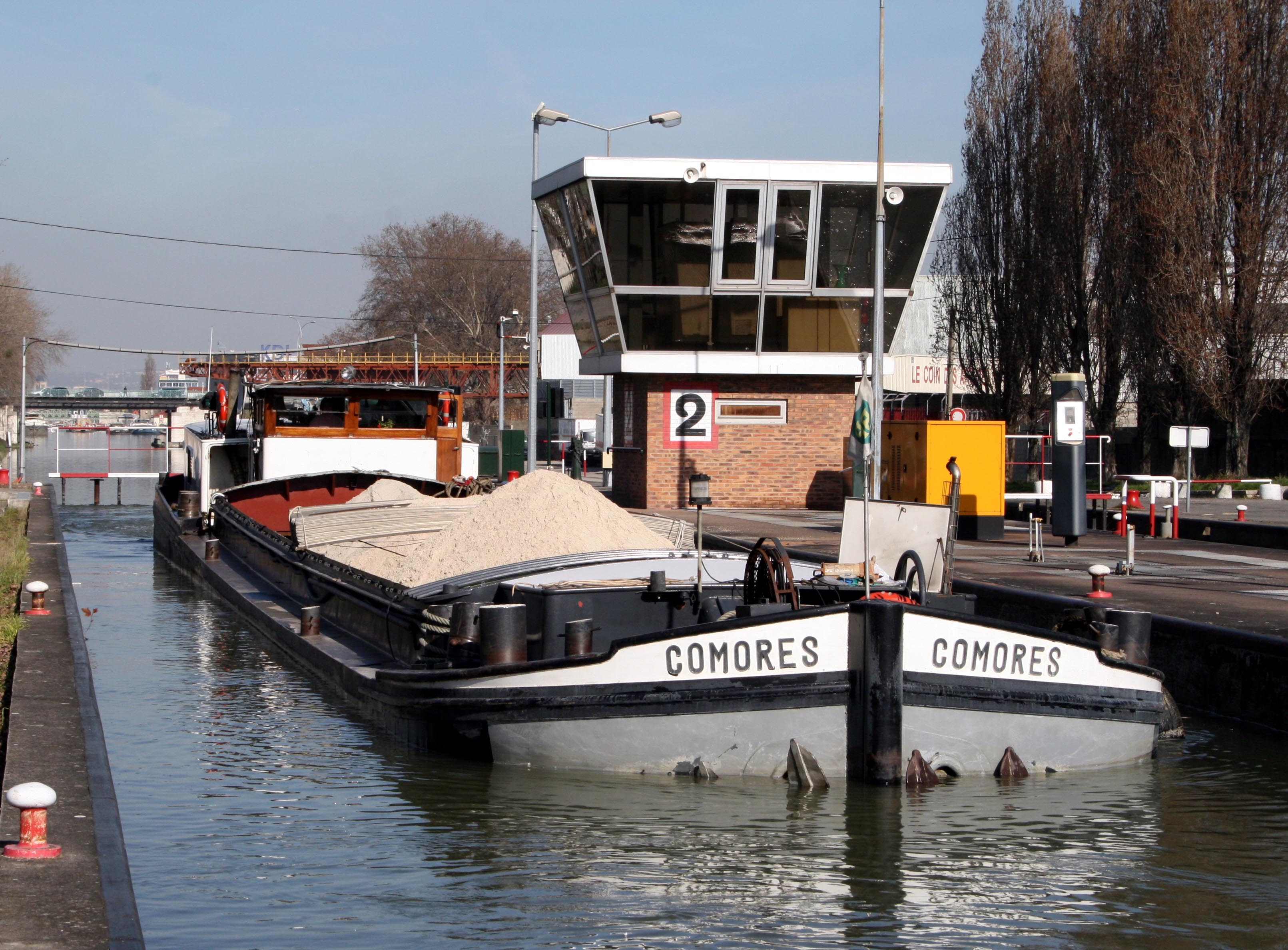
Канал Сен-Дени в Париже

Под французским флагом ходит 549 судов, включая 32 контейнеровоза и 26 танкеров. Крупнейшими портами страны являются Кале, Брест, Дюнкерк, Гавр, Ла-Рошель, Марсель и Нант. Крупнейший контейнерный терминал находится в Гавре (3,02 млн TEU в 2021 году), терминалы по приёму сжиженного газа имеются в Фо-Кавау, Фо-Тонкен, Монтуар-де-Бретань. В 2021 году был создан Порт HAROPA, объединивший порты Гавра, Руана и Парижа; он стал крупнейшим портом Франции по грузообороту (80,9 млн т в 2023 году).
В Марселе базируется одна из крупнейших компаний по морским контейнерным перевозкам CMA CGM.
Протяжённость внутренних судоходных путей составляет 8500 км, из них 5600 км — каналы, 2900 км — реки; по этому показателю Франция занимает 1-е место в Евросоюзе. Крупнейшими речными портами являются Париж и Руан на Сене, Страсбург на Рейне, Бордо на Гаронне.

## Железнодорожный транспорт

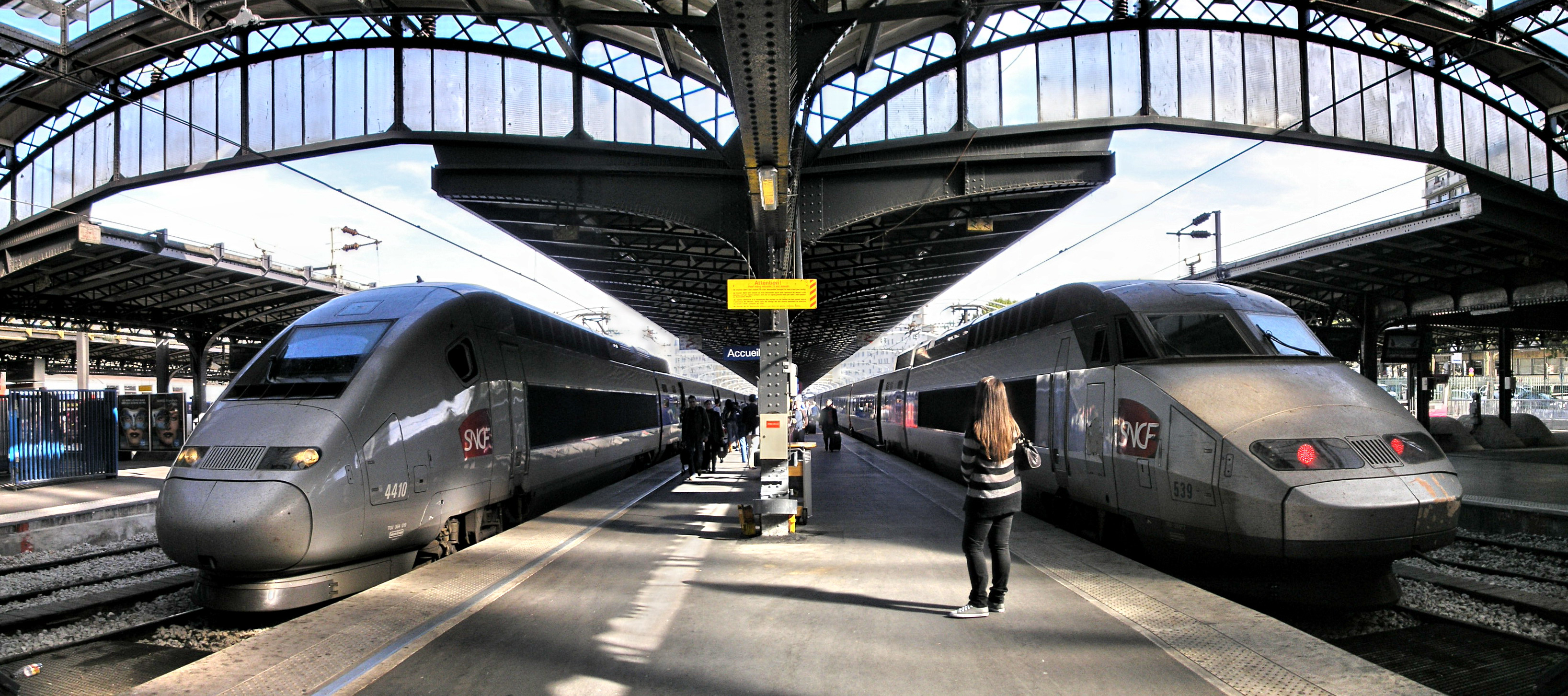
Восточный вокзал (Париж)

Франция располагает развитой сетью железных дорог, однако по общей протяжённости среди европейских стран она уступает Германии, а в пересчёте на число жителей — ниже среднеевропейской. В 1981 году началось развитие сети высокоскоростных магистралей (TGV), связавшей все крупные города Франции, а также соседних стран; в 1994 году такая же ветка была запущена в Великобританию через Евротоннель. Общая протяжённость железных дорог составляет 27 600 км, из них 16 660 км электрифицировано, ширина колеи стандартная (1435 мм), движение поездов — левостороннее, как и в некоторых других странах Европы (Бельгия, Швейцария, Италия, Швеция). Протяжённость высокоскоростных линий составляет 2681 км (1-е место в ЕС), на них приходится 60 % железнодорожных перевозок пассажиров. Государственное предприятие SNCF фактически остаётся монополистом в сфере железнодорожных перевозок. Во Франции 3884 вокзала, из них 392 с пассажиропотоком более 1 млн в год.

## Трубопроводный транспорт
Трубопроводный транспорт представлен газопроводами (15,3 тыс. км), нефтепроводами (2,9 тыс. км) и трубопроводами для нефтепродуктов (5,1 тыс. км).
Крупнейшими нефтепроводам являются South European Pipeline, идущий от Фос-сюр-Мера в Карлсруэ (Германия) и Pipeline d’Ile-de-France (PLIF), соединяющий порт Гавр с НПЗ в Гранпюи. Первый из них эксплуатируется частично, а второй остановлен в 2020 году из-за закрытия НПЗ в Гранпюи.
В 1950 году правительством Франции было создано предприятие Société des Transports Pétroliers par Pipelines (Trapil, «Общество транспортировки нефтепродуктов по трубопроводам»). В 1953 году Trapil открыло первый трубопровод длиной 200 км, связавший НПЗ в Нормандии (Гавр) с Парижем; позже он был продлён в Тур, общая длина выросла до 1375 км. На юге Франции имеется сеть трубопроводов Средиземноморье — Рона (SPMR) длиной 760 км, центром сети является НПЗ во Фрейзене близ Лиона; соединяется со швейцарской сетью трубопроводов, снабжая нефтепродуктами Женеву.
В 1963 году была создана организация Service National des Oléoducs Interalliés (SNOI), обслуживающая французскую часть Центрально-Европейской системы трубопроводов НАТО (NATO Central Europe Pipeline System, CEPS), также известной как Joint Defence Pipeline (ODC). Под контролем SNOI находится 2300 км трубопроводов, связывающих север и юг Франции, включая города Дюнкерк, Гавр, Лавера, Сен-Боссан и Уатье-Сент-Обла; сеть имеет 14 нефтехранилищ общим объёмом 500 тыс. м³.
Основной оператор газотранспортной системы — компания GRTgaz (NaTran, дочерняя структура Engie). Часть сети находится под управлением TotalEnergies.

## Городской и пригородный транспорт

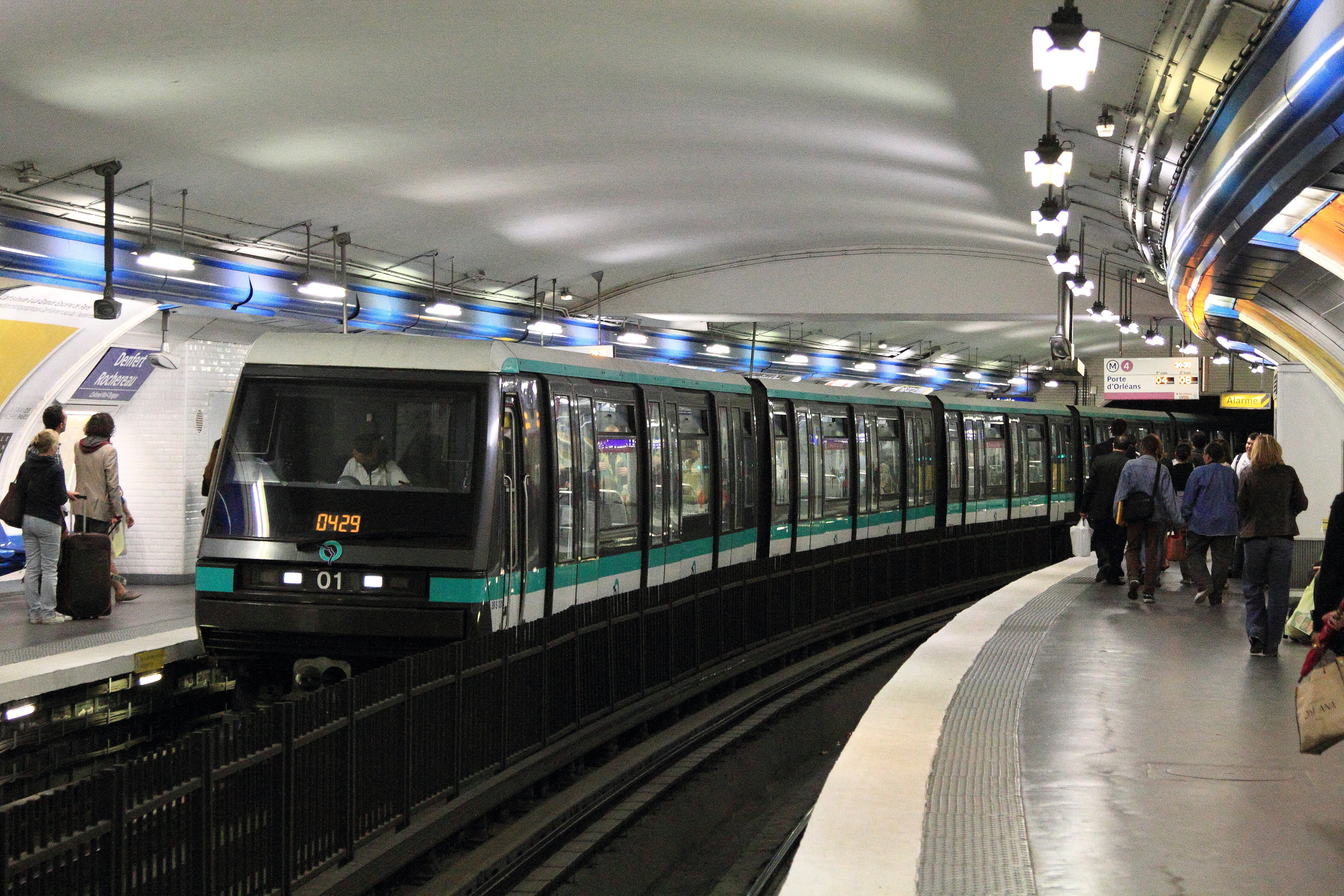
Парижский метрополитен

В регионе Иль-де-Франс, включающем Париж, имеется система железнодорожного скоростного общественного транспорта RER, состоящая из 5 линий. В пределах Парижа линии подземные и связаны переходами со станциями Парижского метрополитена, в пригородах — наземные.
Метрополитен имеется в Париже (16 линий, 308 станций), Лионе (4 линии, 44 станции) и Марселе (2 линии, 24 станции). Автоматическое лёгкое метро есть в Лилле, Тулузе и Ренне, также есть линия Orlyval, связывающая аэропорт Орли с Парижем. Руан и его пригороды обслуживает Руанский скоростной трамвай.
Первые трамвайные линии появились во Франции в конце XIX века, но к концу 1930-х годов в большинстве городов были закрыты. В 1980-х годах началось возрождение трамвайных сетей. Трамвайные линии имеются в Анже, Безансоне, Бордо, Бресте, Валансьене, Гавре, Гренобле, Дижоне, Кане, Клермон-Ферране, Ле-Мане, Лилле, Лионе, Марселе, Монпелье, Мюлузе, Нанси, Нанте, Орлеане, Ницце, Париже, Реймсе, Сен-Этьене, Страсбурге и Тулузе.
Крупными операторами городского транспорта являются компании Transdev, Keolis и RATP.

## Автотранспорт
Общая протяжённость автомобильных дорог Франции по данным на 2023 год составляет 1,1 млн км, из них 21,1 тыс. км приходится на основные автомагистрали. Часть автомагистралей платная (9,2 тыс. км).
По количеству частных автомобилей (570 на 1000 жителей в 2022 году) Франция занимает 4-е место в Евросоюзе после Италии, Германии и Польши. По доле электромобилей в продажах новых автомобилей (13,1 %) Франция на 3-м месте после Нидерландов и Германии.